# Сьюдад-Охеда
Сьюда́д-Охе́да (исп. Ciudad Ojeda) — город в Венесуэле, на северо-восточном берегу озера Маракайбо.